# Colorado State University – Pueblo

Die Colorado State University – Pueblo (auch CSU-Pueblo genannt) ist eine staatliche Universität in Pueblo im US-Bundesstaat Colorado. Derzeit sind hier 4584 Studenten eingeschrieben. Die Colorado State University-Pueblo ist eine vollständig anerkannte, regionale und umfassende staatliche Universität, die ihren Studenten soziale, bildende und kulturelle Möglichkeiten bietet.
Der 275 Hektar große Campus der Hochschule bietet neben zahlreichen unterschiedlichen Fakultäten und Studienrichtungen auch Kunst- und Kulturattraktionen sowie Freizeitmöglichkeiten. Die Campus-Landschaft beinhaltet außerdem eine 2018 renovierten Bibliothek, ein neu errichtetes allgemeines Schulgebäude für 16 Millionen US-Dollar, ein erweitertes Fußball- und Lacrosse-Stadion, sowie das Occhiato University Center für 30 Millionen US-Dollar, das den studentischen Aktivitäten gewidmet ist.
Die Hasan School of Business der Universität gehört im Ranking der Association to Advance Collegiate Schools of Business zu den internationalen Top 15 Prozent der Wirtschaftsstudiengänge.
Zusätzlich zum Studienangebot bietet die CSU-Pueblo Kurse in mehreren Hauptfächern an, um den Bedürfnissen von berufstätigen Erwachsenen und dem Militärpersonal in Colorado Springs gerecht zu werden. Es werden Kurse mit den folgenden Abschlüssen angeboten: Soziologie, Schwerpunkt Soziologie/Kriminologie, Sozialarbeit, Betriebswirtschaftslehre-Management, sowie verschiedene allgemeinbildende Kurse.

## Geschichte
Die Hochschule wurde 1933 als Southern Colorado Junior College (SCJC) gegründet. Nach mehreren Namensänderungen wurde sie zwischen 1975 und 2003 University of Southern Colorado (USC) genannt. Ihren heutigen Namen erhielt sie im Jahr 2003.

## Sport

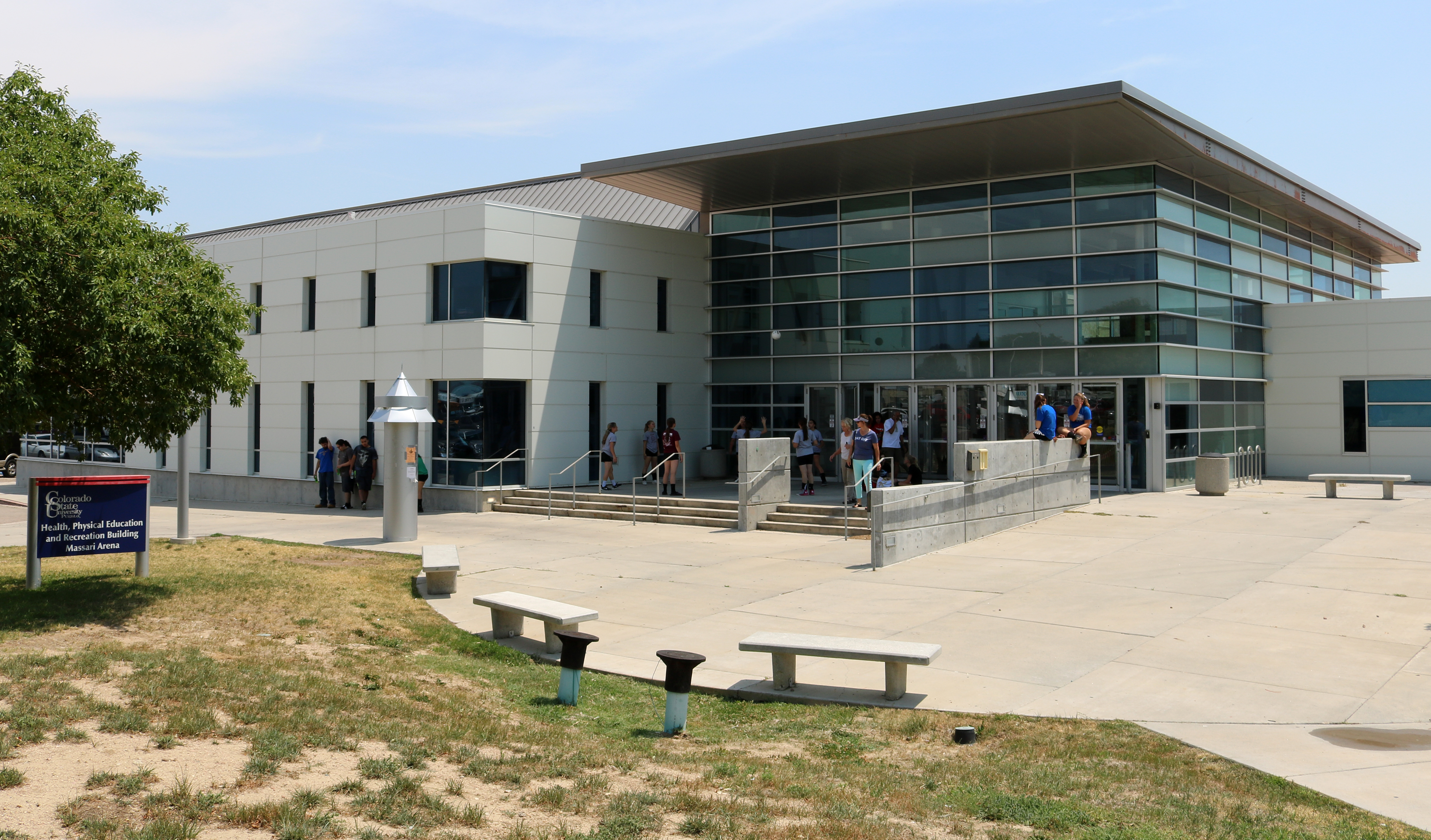
Massari Arena auf dem Campus der Universität

Die Sportteams der Colorado State University-Pueblo sind die „Thunderwolves“. Die Teams gehen in 22 Sportarten als Männer- und Frauen-Mannschaften an den Start. Ein Schwerpunkt liegt dabei auf American Football und Soccer. Die Hochschule ist Mitglied in der Rocky Mountain Athletic Conference.

## Persönlichkeiten
- Dana Perino – Pressesprecherin des Weißen Hauses (2007–2009)
- Ryan Jensen, American-Football-Spieler und Gewinner des Super Bowl LV